# 所羅門·德斯
所羅門·圖法·德斯（Solomon Tufa Demse，1998年12月31日—）是一名衣索比亞男子跆拳道運動員。他曾經獲得2018年非洲跆拳道錦標賽男子54公斤級金牌，及2019年非洲運動會男子54公斤級銅牌。

## 外部連結
- TaekwondoData.com （页面存档备份，存于）